# Gerechtigkeit
Gerechtigkeit è un film muto del 1920 diretto da Stefan Lux. Fu una delle prime produzioni che affrontavano il dilagante antisemitismo della Germania, interpretato da un cast di attori ebrei.

## Produzione
Il film fu prodotto dalla Sozial-Film GmbH (Berlin).

### Cast
- Ernst Deutsch (1890-1969): Nato a Praga, Deutsch lasciò la Germania nel 1933, dopo la salita al potere dei nazisti. Lavorò in seguito a Broadway e a Hollywood. Vinse la Coppa Volpi per la migliore interpretazione maschile alla Mostra di Venezia.
- Stefan Lux (1888-1936): Il regista era un giornalista e uno scrittore, antifascista militante. Questo fu il suo primo e unico film. Lux si uccise, con un suicidio dimostrativo, nel 1936 davanti all'Assemblea Generale della Società delle Nazioni per puntare l'attenzione sulle persecuzioni che gli ebrei subivano in Germania.
- Rudolf Schildkraut (1862-1930): Era un noto attore teatrale che aveva lavorato a lungo con Max Reinhardt e che aveva lavorato anche per il cinema. Dopo aver girato il film, decise di espatriare, andando a vivere negli Stati Uniti insieme al figlio, l'attore Joseph Schildkraut.

## Distribuzione
Uscì nelle sale cinematografiche tedesche il 1º febbraio 1920.